# Sheila Ryan (1952-2012)
 (mai 2023).
Pour les articles homonymes, voir Sheila Ryan et Ryan.
Sheila Marie Ryan, née le 17 septembre 1952 à Franklin Park (Illinois) et morte le 18 septembre 2012 à Canoga Park (Californie), est une actrice américaine.
Elle est parfois créditée sous son nom d'épouse, Sheila Caan.

## Biographie

### Enfance
Sheila Ryan est née le 17 septembre 1952 à Franklin Park en Illinois aux États-Unis.

### Vie privée
Ancienne petite amie d'Elvis Presley, Sheila Ryan a été mariée avec James Caan du 12 janvier 1976 au 7 décembre 1977. Ils ont eu un enfant, Scott Caan.

### Mort
Elle meurt d'un cancer le 18 septembre 2012 à l'âge de 60 ans.

## Filmographie

### Cinéma
- 1983 :  L'Homme à femmes (The Man Who Loved Women) de Blake Edwards
- 1987 :  Open House de Jag Mundhra : Ellen
- 1990 :  Road House de Rowdy Herrington : Judy
- 1990 :  Fertilize the Blaspheming Bombshell de Jeff Hathcock : Sandy / Susan
- 1994 :  Shelter from the Storm de Gregory Scanlan : Sarah
- 1995 :  La Haine au cœur (A Boy Called Hate ) de Mitch Marcus

### Télévision
- 1983 :  T.J. Hooker (série télévisée) (saison 2, épisode 5 : Vengeance Is Mine) : Nurse
- 1991 :  Rick Hunter (série télévisée) (épisode Room Service) : Ginny